# Walpersbach
Walpersbach är en ort och kommun  i Österrike. Den ligger i distriktet Wiener Neustadt-Land i förbundslandet Niederösterreich, 60 kilometer söder om huvudstaden Wien. 
Kommunen består av tre orter (Ortschaften) (inom parentes invånarantal 1 januari 2024):
- Klingfurth (213)
- Schleinz (172)
- Walpersbach (850)